# Schenectady Open 1989
Lo Schenectady Open 1989 è stato un torneo di tennis giocato sul cemento. È stata la 3ª edizione del torneo, che fa parte del Nabisco Grand Prix 1989 e della categoria Tier V nell'ambito del WTA Tour 1989. Il torneo maschile si è giocato a Schenectady negli Stati Uniti dal 17 al 23 luglio 1989, quello femminile dal 24 al 30 luglio 1989.

## Campioni

### Singolare maschile
Simon Youl ha battuto in finale  Scott Davis con il punteggio di 2–6, 6–4, 6–4

### Singolare femminile
Laura Gildemeister ha battuto in finale  Marianne Werdel con il punteggio di 6–4, 6–3

### Doppio maschile
Scott Davis /  Broderick Dyke hanno battuto in finale  Brad Pearce /  Byron Talbot con il punteggio di 2–6, 6–4, 6–4

### Doppio femminile
Michelle Jaggard /  Hu Na hanno battuto in finale  Sandra Birch /  Debbie Graham con il punteggio di 6–3, 6–2